# کوین رابرتسون
کوین رابرتسون (انگلیسی: Kevin Robertson؛ زادهٔ february ۸, ۱۹۵۹ (۶۶ سال)) ورزشکار واترپلو اهل ایالات متحده آمریکا است.
وی در مسابقات کشوری و بین‌المللی در مجموع برندهٔ ۲ مدال نقره شده‌است.